# Dampetrus cristatus
Dampetrus cristatus is een hooiwagen uit de familie Assamiidae.